# Божидар Дамјановски
Божидар Дамјановски (Скопље, 12. септембар 1947) је српски сликар и иконописац.

## Биографија
Рођен је 12. септембра 1947. у Скопљу, где је завршио средњу уметничку школу. Дипломирао је на Факултету ликовних уметности Универзитета уметности у Београду 1972. у класи професора Недељка Гвозденовића и завршио је постдипломске студије 1975. године у класи професора Раденка Мишевића. Убрзо након дипломирања је ангажован од Републичког завода за заштиту споменика културе Београд на цртању и рестаураторско–конзерваторским радовима Стобија, Баргаљија, манастира у Вељуси и Водочи и цркве Свете Софије у Охриду. Самостално је излагао 44 пута и колективно на више од 600 изложби у земљи и иностранству. Прву изложбу је приредио 1976. године у галерији Дома омладине Београда и од тада је самостално излагао педесетак пута широм Југославије и Србије. Учествовао је на многим колективним међународним смотрама у земљи и иностранству. Своја дела је излагао у Лос Анђелесу, Вашингтону, Њујорку, Пекингу, Москви, Женеви, Амстердаму, Риму и другим. Добитник је 31 домаће и интернационалне награде за сликарство, цртеж и графику међу којима су награда за цртеж на смотри „Свет у коме живимо” 1975, откупне награде за сликарство музеја Лике у Госпићу 1975. и 1980, награда за сликарство на Десетом бијеналу младих у Ријеци 1978, награда за цртеж на Првом интернационалном тријеналу младих у Нирнбергу 1979, откупне награде за цртеж Музеја града Нирнберга 1979. и 1981, Политикина награда из фонда „Владислав Рибникар” за ликовно стваралаштво, награда публике на Тринаестом меморијалу „Надежде Петровић” у Чачку и друге. Изабран је за петнаест најзначајних савремених југословенских сликара крајем 20. века. Заједно са Александром Цветковићем је урадио циклус „Слика у слици” 1977. године и две слике из тог циклуса су на Октобарском салону добиле награду стручног жирија и публике. Са Драганом Милусенићем и Александром Цветковићем је урадио скулптуру „Обелиск”. Његова дела се налази у Народном музеју Србије, Музеју савремене уметности у Београду, Музеју града Београда, Кунстхалле у Нирнбергу, галерији Ферари у Њујорку, Музеју савремене уметности у Скопљу, галерији у Паризу и многим другим музејско–галеријским просторима у земљи и иностранству. Члан је Удружења ликовних уметника Србије од 1972, а од 1955. године има статус истакнутог уметника. Потпредседник је La Citadelle Art. Живи и ради у Београду.